# Гранітний (Новоорський район)
Грані́тний (рос. Гранитный) — селище у складі Новорського району Оренбурзької області, Росія.

## Населення
Населення — 1061 особа (2010; 1252 у 2002).
Національний склад (станом на 2002 рік):
- росіяни — 57 %